# Pentidotea kirchanskii
Pentidotea kirchanskii là một loài chân đều trong họ Idoteidae. Loài này được Miller & Lee miêu tả khoa học năm 1970.